# Трубище (приток Ирпеня)
Трубище (Мостовая) — река, левый приток реки Ирпень.
У Лаврентия Похилевича о реке имеется следующая информация:

«Ясногородка — местечко… при ручье Трубище, впадающем в Ирпень»

Общая протяжённость более 12 км. Трубище свои истоки берёт севернее села Ясногородка в оврагах. Имеет два притока — ручьи Дурновка и Казарская. Ручей Дурновка берёт начало севернее урочища Дурновка и западнее села Ясногородка. Ручей Казарская берёт исток в селе Осыково. Казарская (Дурневка) значится как приток Ирпеня в работе И. Фундуклея.
Ручьи Казарская и Дурновка сливаются и впадают в Трубище севернее села Мостище.
Речка Трубище от села Ясногородка до села Мостище протекает в лесу и скрыта от обывателя. Основными обитателями в реке на этом участке являются бобры. Лесные склоны близ речки красуются заострёнными пеньками и поваленными лиственными деревьями, в основном вербы и липы.
В селе Мостище речка уже именуется Мостовой, очевидно, от названия села, что зафиксировано на карте Шуберта. На всем протяжении реки Мостовая, до того места, где она впадает в Ирпень в XIX веке насчитывалось более семи мостов. На сегодняшний день только в пределах села Мостище река Мостовая имеет три моста.
Протекает только по территории Макаровского района Киевской области.